# Emmanuel Lepeintre
Pour les articles homonymes, voir Lepeintre.
Emmanuel Augustin Lepeintre, dit Lepeintre jeune ou Lepeintre Cadet, né le 22 septembre 1790 à Versailles et mort le 23 janvier 1847 à Paris, est un acteur de théâtre, chansonnier et dramaturge français.

## Biographie
Fils du marchand de couleurs Charles Lepeintre, peintre du duc d’Orléans, et de Charlotte-Antoinette Hooghstoel, Lepeintre commença sa carrière d’acteur à l’âge de dix ans au théâtre des Jeunes-Artistes dans le rôle de Cassandre dans le Hasard corrigé par l’amour, vaudeville de Jacquelin et Philidor Rochelle. Jeune, il avait une bouche mignonne, des joues rosées, l’œil bleu et doux, une chevelure bouclée, qui lui donnait l’air d’un chérubin, le corps d’une guêpe, si bien qu’on le chargea de jouer les amoureux. Il resta ainsi quinze ans au théâtre de Versailles, lorsque, las de soupirer aux pieds de la beauté sensible, il opta un beau jour pour les rôles de tyrans et de traitres du mélodrame. En fin de compte, trouvant qu'il gravissait trop lentement l’échelle de la renommée, il entreprit comme suprême ressource d’engraisser et devint célèbre pour son obésité.
Engagé comme acteur comique au théâtre du Vaudeville, dont il fit, avec son compère Étienne Arnal, longtemps la fortune. il devint une des curiosités de la capitale où son apparition seule suffisait pour assurer la bonne humeur de l’auditoire, auquel il ne cessait de présenter ses respects dans Renaudin de Caen, comédie-vaudeville de Duvert et Lauzanne, un de ses triomphes avec la Famille de l’apothicaire, ou La petite prude, vaudeville en un acte de Duvert. Infatigable, on le voyait souvent représenter quatre rôles différents dans la même soirée.
Son engagement, de 1818 à 1843, au théâtre des Variétés, où il joua le rôle de Dugazon dans le Duel et le Déjeuner ou Les comédiens joués de Mélesville (1818) ou encore d’Hamelin dans la Famille improvisée de Nicolas Brazier (1840) augmenta encore sa popularité. Cependant les rôles qu’on lui confiait étaient rarement importants. Sa voix était devenue si peu distincte qu’on le comprenait à grand-peine, même si moins on le comprenait, plus il faisait rire.
Comme son frère, Lepeintre ainé, Lepeintre jeune avait la réputation d’un faiseur de bons mots. Également dramaturge, il a écrit deux ou trois vaudevilles insensés, joués aux théâtre des Folies-Dramatiques et au théâtre Comte. Il a composé des à-propos et des pots-pourris, aussi bien que les Loisirs d'une convalescence. C’était, en outre, un improvisateur comme Eugène de Pradel.
Emmanuel Lepeintre ne payait pas ses dettes. Un jour, le directeur d’un hôtel de la rue de Clichy se mit en tête d’arranger ses affaires et lui demanda d’établir son bilan : le passif s’élevait à vingt et quelque mille francs, dans lesquels se trouvaient compris mille écus de pommes de terre frites. L’épitaphe de Lepeintre jeune, qui pesait trois cents kilos, dit : « Ci-gît Lepeintre jeune, le plus drôle de corps et le corps le plus drôle ».
Il a été inhumé au cimetière Montmartre le 25 janvier 1847.

## Œuvres
- La Fête de famille, opéra-vaudeville, impromptu, en 1 acte et en vers libres, 1814.
- Le Cirque Bojolay, ou Pleuvra-t-il ? ne pleuvra-t-il pas ?, à propos-parodie-vaudeville en 1 acte, 1820.
- Écoutons !!!, scènes improvisées, à l’occasion de la naissance de S. A. R. Mgr le duc de Bordeaux, avec Amable de Saint-Hilaire, 1820.
- M. Mayeux, ou le Bossu à la mode, à propos de bosses en 3 tableaux, mêlé de vaudevilles, avec Saint-Hilaire et Eugène Hyacinthe Laffillard, 1831.
- La Citadelle d’Anvers, ou le Séjour et la Conquête, à-propos en 2 actes, mêlé de couplets, 1833.
- Insomnies de Lepeintre jeune le fracturé, mises au jour, la nuit, par lui et ses deux gardes-malade, 1840.
- Loisirs d’une convalescence, bêtises de Lepeintre jeune, 1840.
- Pot-pourri, à propos de la première et dernière représentation de Vautrin, 1840.
- Physiologie du parrain, 1843.
- Œuvres badines et posthumes de Lepeintre jeune, chansons, parodies, bons mots et calembours, 1848.